# 造幕山站
造幕山站（韓語：조막산역）是朝鮮民主主義人民共和國咸鏡北道化城郡的一個鐵路車站，属于平罗线。

## 邻近车站
平羅線
極洞站 - 造幕山站 - 凤冈站